# Vincent Beck
Pour les articles homonymes, voir Beck.
Vincent Beck est un acteur américain né le 15 août 1924 et mort le 24 juillet 1984 à New York (États-Unis).

## Filmographie
- 1964 : Le Père Noël contre les Martiens (Santa Claus Conquers the Martians) : Voldar
- 1967 : The Scorpio Letters (TV) : Paul Fretoni
- 1968 : Don't Just Stand There : Painter
- 1968 : The Pink Jungle : Sanchez
- 1968 : The Bamboo Saucer (en) : Zagorsky
- 1968 : Les Mystères de l'Ouest (The Wild Wild West), (série TV) - Saison 4 épisode 13, La Nuit du Pélican (The Night of the Pelican), de Alex Nicol : Caporal Simon
- 1969 : The Immortal (TV) : Locke
- 1979 : L'Arme au poing (Firepower) : Trilling
- 1979 : Justice pour tous (…And Justice for All) : Officer Leary
- 1983 : Vigilance : Juge Sinclair